# مارک بان (بازیکن فوتبال اهل استرالیا)
مارک بان (انگلیسی: Mark Bunn؛ زادهٔ ۲۴ اکتبر ۱۹۷۰) سخنران انگیزشی و بازیکن فوتبال اهل استرالیا است.